# Запашниця запашна
Запашниця запашна (Mannia fragrans) — вид печіночників родини айтонієвих.

## Характеристики
Завдяки смугоподібним таломам вид утворює від нещільних до щільних і часто великих насаджень. Свіжі або вимочені рослини пахнуть кедровою олією. Темно-сіро-зелений блискучий талом має ширину 2–3 міліметри, довжину 1–2 сантиметри і розділений на вилки. Передні кінці трохи розширені. Верхівка талома здається проколеною через багато маленьких дихальних отворів. Вони підняті, як вулкани, і складаються з двох-трьох концентричних кілець, кожне з яких складається з шести-семи клітин. У сухих рослин краї талому загнуті догори і закручені вгору. У поперечному розрізі талом має форму трикутника або півмісяця, при цьому тканина з високими та вузькими дихальними порожнинами займає приблизно від верхньої третини до половини товщини талому. Нижня сторона талома (вентральна) від червонувато-коричневого до пурпурного кольору і має черевні лусочки, розташовані в два ряди. На кінчику жіночого пагона гіалінові відростки черевної луски утворюють помітні білі пучки. Зрілі спори мають розмір від 55 до 80 мікрометрів, жовто-коричневі, папілозні, плямисті, широкі та неправильно витягнуті.

## Поширення
У Європі північний кордон проходить у південній Норвегії, центральній Швеції та південній Фінляндії, західний кордон у західній Німеччині, східній Франції та Іспанії, а на південь є окремі знахідки в Середземноморському регіоні. За межами Європи зустрічається на Кавказі, в Гімалаях, Китаї, Гренландії та Північній Америці. Росте в сухих, теплих, сонячних місцях у прогалинах на сухих луках і кам'янистих луках на неглибокому ґрунті з багатим на вапно або багатим вапном шаром. Місця зростання переважно відкриті на південь.